# Aristides Pereira

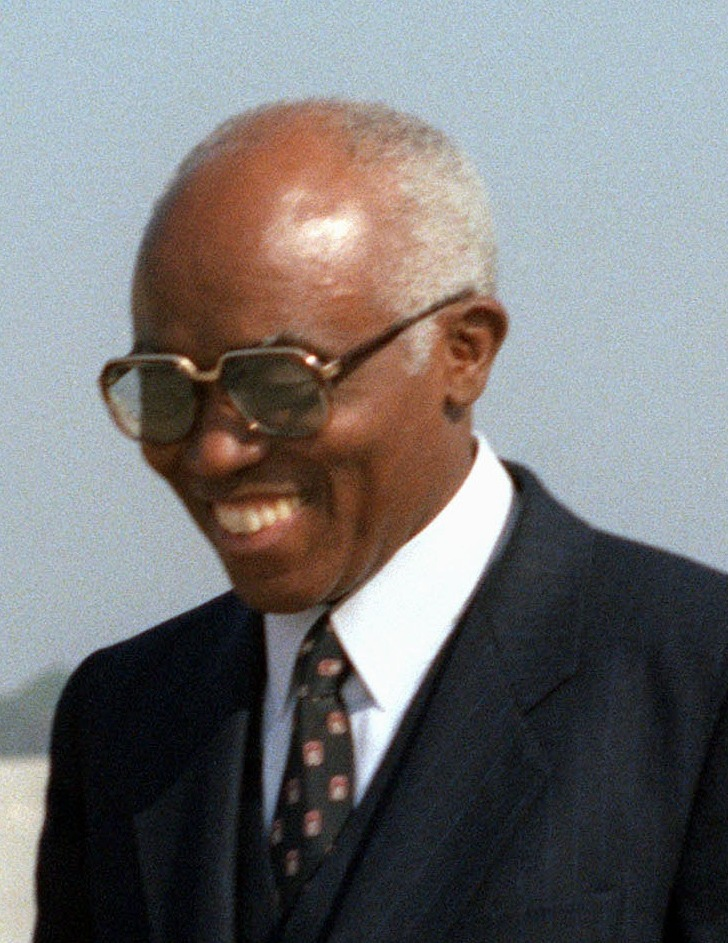
Aristides Pereira (1983)

Aristides Maria Pereira (* 17. November 1923 auf Boa Vista, Kap Verde; † 22. September 2011 in Coimbra, Portugal) war ein Politiker und von 1975 bis 1991 der erste Staatspräsident Kap Verdes.

## Werdegang
Pereiras erste größere Regierungsposition war Chef für Telekommunikation in Guinea-Bissau. Von den späten 1940er Jahren an bis zur Unabhängigkeit Kap Verdes engagierte er sich für die antikoloniale Bewegung, er organisierte Streiks und stieg damit in der Hierarchie der Afrikanischen Unabhängigkeitspartei Guineas und Kap Verdes (PAICV) auf.
Nach dem Ende des portugiesischen Kolonialreiches (Nelkenrevolution 1974) und der folgenden Unabhängigkeit Kap Verdes wurde er 1975 erster Präsident des Landes. Obwohl Pereira anfänglich versprach, eine demokratische und sozialistische Nation zu führen, wenn er Präsident würde, verschlimmerte er die chronische Armut des Landes, indem er nach dem Sturz Luís Cabrals Andersgesinnte vehement bekämpfte. Cabral war Präsident von Guinea-Bissau und sein früherer Alliierter. Dennoch würdigte Pereiras Regierung die Menschenrechte stärker als die meisten anderen afrikanischen Länder. Nach dem Staatsstreich nahmen die politischen Repressalien stark ab, aber der nach der Unabhängigkeit errichtete Einparteienstaat der PAICV verblieb bis 1990.
Die Politik des Landes unter Pereiras Führung tendierte zur Neutralität im Kalten Krieg und ökonomische Reformen halfen vor allem der Landbevölkerung. Kontroverserweise verbündete er sich mit den Regimen der Volksrepublik China und Libyens.
Pedro Pires, von 2001 bis 2011 Präsident Kap Verdes, diente als Premierminister während der Regierungszeit Pereiras.